# Наслідки (фільм, 2021)
«Наслідки» (англ. The Fallout) — американський драматичний фільм 2021 року, написаний і знятий Меган Парк як її повнометражний режисерський дебют. Дженна Ортеґа виконує роль старшокласниці Вади Кавелл, яка переживає глибоку емоційну травму після шкільної стрілянини. У фільмі також зіграли Медді Зіґлер, Найлс Фітч, Вілл Ропп, Люмі Поллак, Джон Ортіс, Джулі Бовен та Шейлін Вудлі. Саундтрек було написано Фіннеасом О'Коннелом.
Прем'єра картини відбулася 17 березня 2021 року на фестивалі South by Southwest. Компанія Warner Bros. випустила фільм у своєму інтернет-сервісі HBO Max у січні 2022 року. Він отримав визнання критиків, які похвалили режисуру і сценарій, а також виконання Ортеґи та музику О'Коннелла.

## Сюжет
Старшокласниця Вада йде у вбиральню посеред уроку після того, як її молодша сестра Амелія дзвонить їй і повідомляє про те, що в неї почалися перші місячні. Поки Вада перебуває у вбиральні відбувається шкільна стрілянина і вона ховається в туалетній кабінці зі своїми однокласниками — танцівницею Мією та Квінтоном, чий брат убитий під час події. Упродовж кількох тижнів після інциденту емоційна травма Вади призводить до того, що вона впадає в депресію та ізолюється від своєї родини. Вона також віддаляється від свого найкращого друга Ніка, адже не зацікавлена в його активізмі щодо контролю над зброєю в школі, а натомість вважає введені застереження неприємними. Вона не може змусити себе увійти до вбиральні, де ховалася раніше, унаслідок чого мочиться в штани, коли наступає на банку з газованою водою. Щоб впоратися зі стресом вона приймає екстазі, через що Ніку доводиться допомогти їй подолати наркотичне сп'яніння. Після чергового нічного споживання алкоголю Вада та Міа цілуються і займаються сексом. Вона й Нік сперечаються через її погані захисні реакції, а згодом Вада скаржиться Квінтону й намагається поцілувати його. Квінтон м'яко відмовляє їй, кажучи, що емоційно ще не готовий до стосунків. Вона більше віддаляється від своєї сім'ї та друзів, включно з Мією.
Пізніше Амелія зізнається Ваді, що, на її думку, Вада образилася на неї за телефонний дзвінок, який піддав її більшій небезпеці. Вада запевняє її, що це не так і вони миряться. Вада емоційно з'єднується з батьками та примиряється з Мією, і вони двоє погоджуються залишитися друзями. До наступного сеансу терапії Вада досягає прогресу в тому, щоб змиритися з тим, що сталося, хоча визнає, що її взаємини з Ніком можуть не налагодитися.
Вада чекає на Мію біля її танцювального класу. Вона отримує повідомлення на свій телефон про чергову шкільну стрілянину в іншому місці країни й у неї починається панічна атака.

## У ролях
| Актор          | Роль                 |
| -------------- | -------------------- |
| Дженна Ортеґа  | Вада Кавелл          |
| Медді Зіґлер   | Міа Рід              |
| Найлс Фітч     | Квінтон Гасленд      |
| Вілл Ропп      | Нік Фейнстейн        |
| Люмі Поллак    | Амелія Кавелл        |
| Джон Ортіс     | Карлос Кавелл        |
| Джулі Бовен    | Патріція Кавелл      |
| Шейлін Вудлі   | Анна                 |
| Крістін Горн   | пані Віктор          |
| Остін Заджур   | Ден Бонавур          |
| Індра Зайас    | Меган                |
| Елліотт Рока   | соціальний працівник |
| Малколм Сантос | Джастін Драґонас     |

## Виробництво
У лютому 2020 року було повідомлено, що Дженна Ортеґа зіграє у фільмі Меган Парк, яка також написала його. У квітні та травні до акторського складу фільму приєдналися Медді Зіґлер та Вілл Ропп відповідно. У серпні свої ролі отримали Найлс Фітч, Шейлін Вудлі, Джулі Бовен та Джон Ортіс.
Знімання мало розпочатися в березні 2020 року, але було відкладено через пандемію коронавірусної хвороби. Знімальний період почався в серпні та завершився 11 вересня, і проходив у Пасадіні, Шерман-Окс та Беверлі-Гіллз в окрузі Лос-Анджелес. У лютому 2021 року було оголошено, що Фіннеас О'Коннелл стане композитором фільму — уперше у своїй кар'єрі.

## Маркетинг й випуск
Прем'єра картини відбулася 17 березня 2021 року на фестивалі South by Southwest. У липні 2021 року інтернет-сервіс HBO Max отримав права на розповсюдження фільму, тоді як компанія Warner Bros. Pictures стала дистриб'ютором на територіях, де мовлення HBO Max відсутнє; до цього права на міжнародне розповсюдження належали компанії Universal Pictures, яка придбала їх у грудні 2020-го. 18 січня 2022 року було випущено офіційний трейлер, а 27 січня фільм з'явився в HBO Max. Наступного дня лейбл звукозапису WaterTower Music випустив саундтрек О'Коннелла.

## Сприйняття
На оглядовому агрегаторі Rotten Tomatoes фільм має рейтинг 93 % на основі 68 відгуків, а середній рейтинг — 7.9/10. У консенсусі агрегатора йдеться: «„Наслідки“ [є] співчутливим і добре зіграним [фільмом], який використовує наслідки травми, щоб впоратися із горем». Metacritic, який використовує середнє зважене, присвоїв фільму 84 зі 100 балів на основі 12 відгуків критиків, які позначені як «загальне визнання». Кейт Ербланд з IndieWire дала фільму оцінку B+ і написала, що він торкається «реальних емоційних ставок у блиску соціальних мереж, виявляючи в процесі щось потужне». Аманда Сінк із The Hollywood Outsider назвала картину «чудовим фільмом, у якому досліджуються наслідки трагедії для наших дітей та те, як умовна реакція людини не є універсальною».
Режисура Парк та виконання Ортеґи отримали високу оцінку, тоді як кілька критиків назвали роль Ваді Кавелл «проривною» для Ортеґи. Шері Лінден із The Hollywood Reporter назвала фільм «чутливим та пронизливим» і похвалила сценарій та режисуру Парк, акторське виконання, а також музику О'Коннела. Пітер Дебрюге з Variety назвав фільм «зоряним дебютом» Парк і зазначив, що «Ортеґа, зокрема, здається, набула свого голосу». CinemaBlend похвалив хімію між Ортеґою та Зіґлер, заявивши, що «дві дівчини в центрі всього цього також виглядають феноменально, оскільки в процесі втілення цієї історії в життя можна відчути справжній зв'язок».

### Глядацька аудиторія
У тиждень свого випуску «Наслідки» був найпопулярнішим оригінальним стримінговим фільмом у США за даними TV Time.

### Нагороди та номінації
| Рік  | Нагорода                                            | Категорія                                              | Номінант      | Результат | Прим.         |
| ---- | --------------------------------------------------- | ------------------------------------------------------ | ------------- | --------- | ------------- |
| 2021 | South by Southwest Film Festival                    | Премія Великого жюрі у конкурсі повнометражних фільмів | «Наслідки»    | Перемога  | [ 21 ]        |
| 2021 | South by Southwest Film Festival                    | Премія «Ілюмінація» від Brightcove                     | Меган Парк    | Перемога  | [ 21 ]        |
| 2021 | South by Southwest Film Festival                    | Премія глядачів у конкурсі повнометражних фільмів      | «Наслідки»    | Перемога  | [ 22 ]        |
| 2022 | Hollywood Critics Association Midseason Film Awards | Найкраща акторка                                       | Дженна Ортеґа | Номінація | [ 23 ]        |
| 2022 | Hollywood Critics Association TV Awards             | Найкращий стримінговий фільм                           | «Наслідки»    | Номінація | [ 24 ]        |
| 2023 | Austin Film Critics Association Awards              | Премія «Прорив року»                                   | Дженна Ортеґа | Перемога  | [ 25 ] [ 26 ] |